# يوم الواقعة
يوم الواقعة (بالفارسية: روز واقعه) هو فيلم إسلامي تاريخي، من إخراج شهرام أسدي وإنتاج مرتضى شايسته، صدر في عام 1994 بناءً على نص كتبه بهرام بيضائي. وحصل هذا الفيلم على جائزة أفضل فيلم من مهرجان الفجر السينمائي الدولي الثالث عشر سيمورج بلورين.
كتب بيضائي سيناريو الفيلم في عام 1982 ونشره في عام 1984. این کتاب بعداً در انتشارات روشنگران چاپ شد.

## روابط خارجية
- يوم الواقعة على موقع IMDb (الإنجليزية)
- يوم الواقعة على موقع قاعدة بيانات الفيلم (الإنجليزية)
- يوم الواقعة على موقع ليتربوكسد (الإنجليزية)
- يوم الواقعة على موقع كينوبويسك (الروسية)